# Chauve-souris mexicaine à queue libre
Choeronycteris mexicana
Genre
Espèce
Statut de conservation UICN

 NT  : Quasi menacé
La Chauve-souris mexicaine à queue libre (Choeronycteris mexicana) ou Choéronyctère du Mexique est une espèce de chauve-souris de la famille des Phyllostomidae présente au Salvador, au Guatemala, en Honduras, au Mexique et aux États-Unis (Sud de la Californie, du Nouveau-Mexique et de l'Arizona). Il s'agit de la seule espèce du genre Choeronycteris.
Elle se nourrit du nectar et du pollen des fleurs d'Agaves ou d'autres plantes comme celles des cactus. Sa langue peut atteindre un tiers de la longueur de son corps ce qui lui permet d'atteindre facilement le nectar au fond des fleurs d'agaves et de cactus. Elle apprécie également le contenu des distributeurs à nectar placés par l'Homme à l'attention des colibris.

#### Pour l'espèce
- (en) Mammal Species of the World (3e  éd., 2005) : Choeronycteris mexicana  Tschudi, 1844
- (en) North American Mammals : Choeronycteris mexicana
- (en) Catalogue of Life : Choeronycteris mexicana Tschudi, 1844 (consulté le 19 décembre 2020)
- (fr + en) ITIS : Choeronycteris mexicana  Tschudi, 1844
- (en) Animal Diversity Web : Choeronycteris mexicana
- (en) NCBI : Choeronycteris mexicana (taxons inclus)
- (en) UICN : espèce Choeronycteris mexicana Tschudi, 1844 (consulté le 18 mai 2015)

#### Pour le genre
- (en) Catalogue of Life : Choeronycteris Tschudi, 1844 (consulté le 11 décembre 2020)
- (en) NCBI : Choeronycteris (taxons inclus)
- (en) UICN : taxon  Choeronycteris  (consulté le 7 janvier 2023)